# حمام طزرجان
حمام طزرجان مربوط به دوره افشار - دوره زند است و در شهرستان تفت، بخش مرکزی، دهستان شیرکوه، روستای طزرجان، کوی طالقانی واقع شده و این اثر در تاریخ ۲۷ بهمن ۱۳۸۷ با شمارهٔ ثبت ۲۴۷۵۲ به‌عنوان یکی از آثار ملی ایران به ثبت رسیده است.